# 二六七二街道
二六七二街道，是中华人民共和国河北省邯郸市复兴区下辖的一个乡镇级行政单位。

## 行政区划
二六七二街道下辖以下地区：
二六七二第二社区、二六七二第三社区和二六七二第一社区。